# جورج بروك
جورج بروك (30 أغسطس 1888 - 24 يوليو 1966) (بالإنجليزية: George Brook)‏ هو لاعب كريكت بريطاني (وحمل سابقاً جنسية المملكة المتحدة لبريطانيا العظمى وأيرلندا).

## وصلات خارجية
- جورج بروك على موقع إي آس بي آن كريك إنفو (الإنجليزية)